# Gemeinschaft vom heiligen Johannes
Die Gemeinschaft vom heiligen Johannes oder Johannesgemeinschaft (abgekürzt CSJ; franz. „Communauté Saint Jean“) ist eine Ordensgemeinschaft des diözesanen Rechts in der römisch-katholischen Kirche, sie untersteht dem Diözesanbischof von Autun.

## Geschichte

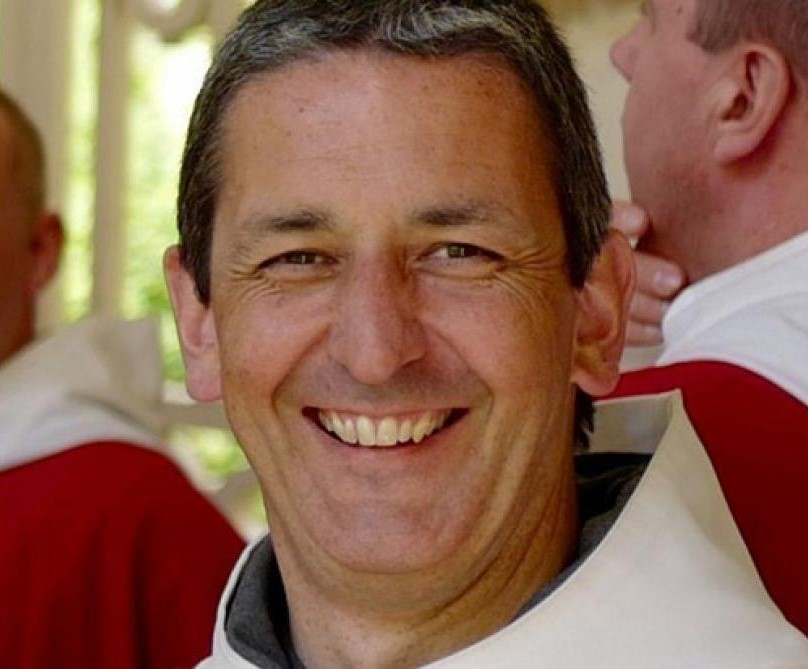
p. François-Xavier Cazali CSJ, aktueller Generalprior

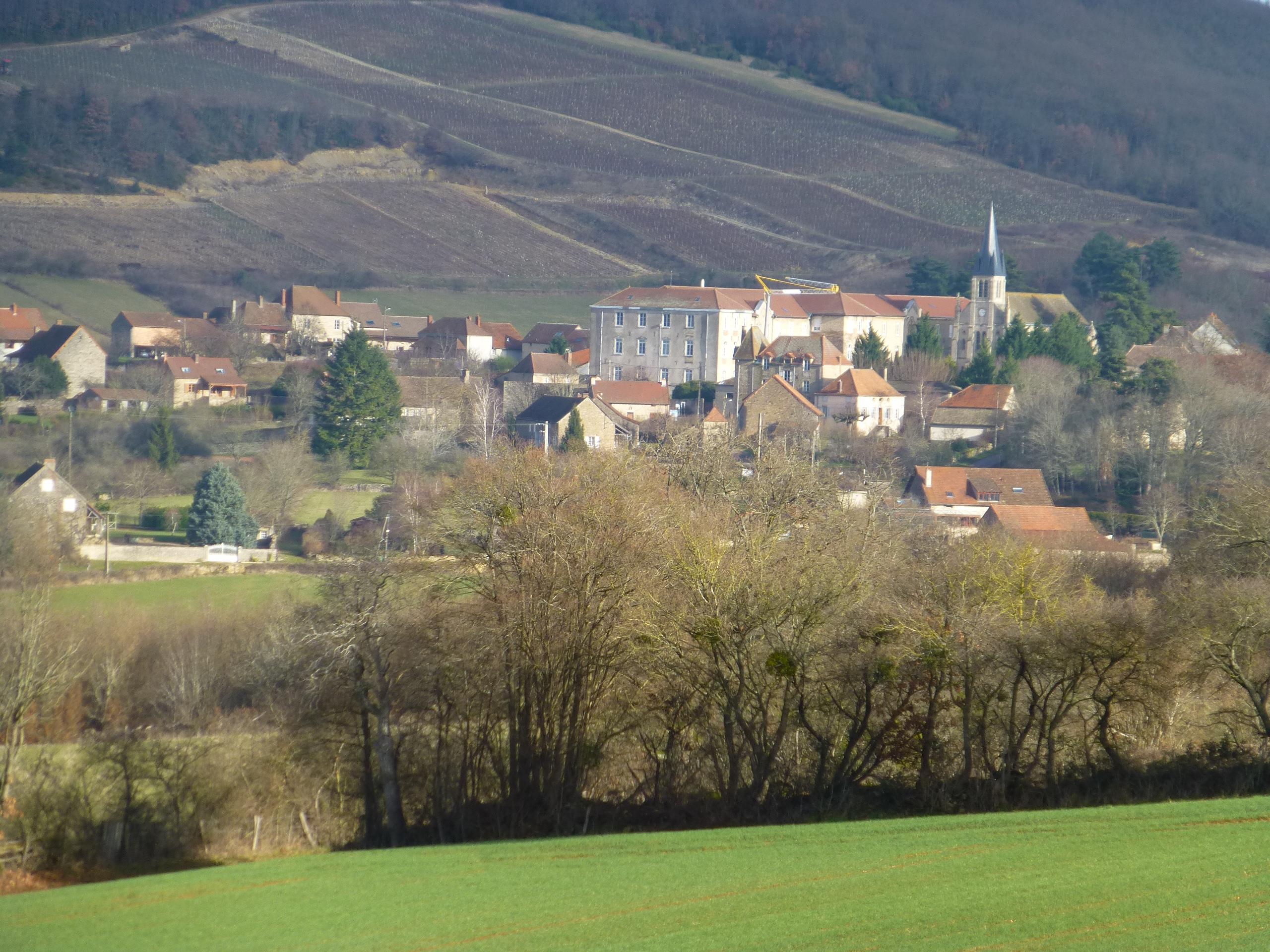
Mutterhaus in Rimont (Fley), Frankreich

Im Sommer 1975 wollten einige französische Studenten der Universität Freiburg (Schweiz) in einer religiösen Gemeinschaft zusammenleben und baten den Dominikanerpater und Philosophieprofessor Marie-Dominique Philippe um spirituelle Begleitung. Dieser holte sich Rat bei der französischen Mystikerin Marthe Robin, die ihn ermutigte, die Bitte dieser Studenten nicht abzulehnen. Als Gründungstag gilt der 8. Dezember 1975, als sechs Studenten gemeinsam mit Marie-Dominique Philippe auf der Insel Lérins bei Cannes die Weihe an Maria ablegten.
Marie-Dominique Philippe wollte die Gemeinschaft an einen anderen Orden angliedern. Die Zisterzienserabtei Lérins war bereit, die Gruppe als Oblaten aufzunehmen. Am 28. April 1978 wurde diese Angliederung genehmigt. Die neue Gemeinschaft gab sich den Namen „Congrégation Saint Jean“ nach dem Apostel Johannes. Danach siedelte die Gemeinschaft nach Rimont (Gemeinde Fley) bei Chalon-sur-Saône (Frankreich) über. Die Gemeinschaft war inzwischen auf etwa 80 Brüder angewachsen und gründete 1983 ein Noviziat in Saint-Jodard (Département Loire). 1986 wurde sie als Kongregation diözesanen Rechts anerkannt und dem Bischof von Autun unterstellt.
Marie-Dominique Philippe leitete die Neugründung, trat ihr selber aber nicht bei, sondern blieb bis 1982 Universitätsprofessor in Freiburg. Er war von 1975 bis 2001 Generalprior der Gemeinschaft. Im Generalkapitel von 2001 wurde Pater Jean-Pierre-Marie als Nachfolger ins Amt des Generalpriors gewählt.
Die Brüder sind als Seelsorger in Pfarreien, Schulen und Universitäten tätig, außerhalb Europas auch als Missionare. Die einzige Niederlassung im deutschsprachigen Raum befindet sich in Marchegg, Niederösterreich.
Im Herbst 2019 beschlossen die Brüder vom Heiligen Johannes „eine Neugründung der Gemeinschaft“ und distanzierten „sich deutlich von ihrem Gründer“, von dem inzwischen wiederholter sexueller Missbrauch von Ordensfrauen bekannt geworden war. Zudem beschloss die „Gemeinschaft eine Dezentralisierung ihrer Organisationsstruktur.“

## In Österreich
1994 sind die Brüder vom heiligen Johannes auf Wunsch des damaligen Erzbischofs Groër von Wien nach Marchegg (Österreich) gekommen. 2001 wurde die neue Klosterkirche eingeweiht. Zurzeit leben sechs Brüder in Marchegg, und Bruder Clemens-Maria Jas (NL) ist seit dem Jahr 2022 Prior. Ihre Aufgaben sind Gebet, Begegnung, Empfang von Personen und Gruppen, pastorale Aufgaben und geistliche Begleitung und die Betreuung der Pfarren Marchegg, Breitensee und Markthof.
Die kontemplativen Johannesschwestern waren ab dem Jahr 2000 in Österreich tätig; ein Kloster in Marchegg bestand zwischen 2006 und 2012.

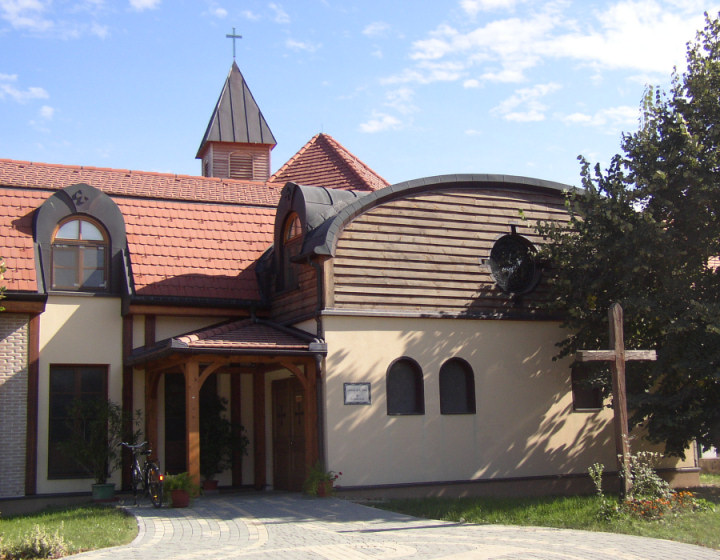
Priorat der Brüder in Marchegg

## Leitung
Alle Generalprioren stammten aus Frankreich:
- 1975–2001: P. Marie-Dominique Philippe
- 2001–2010: P. Jean-Pierre-Marie Guérin-Boutard CSJ
- 2010–2019: P. Thomas Joachim CSJ
- seit 2019: François-Xavier Cazali CSJ[6][7]

Der Generalprior wird für sechs Jahre gewählt, sein Mandat kann drei Jahre verlängert werden. Der Generalprior wird von einem Generalrat in der Leitung der Kongregation unterstützt. Die Kongregation ist in Provinzen eingeteilt, die durch einen Provinzial geleitet werden.
- Generalvikariat (2 Niederlassungen in Frankreich)
- Provinz Frankreich (16 Niederlassungen)
- Provinz Afrika (10 Niederlassungen in Äthiopien, Elfenbeinküste, Guinea, Kamerun, Senegal und Togo)
- Provinz Amerika (7 Niederlassungen in Brasilien, Mexiko und USA)
- Provinz Asien (5 Niederlassungen in Neuseeland, Philippinen und Taiwan)
- Provinz Europa (9 Niederlassungen in Belgien, Großbritannien, Italien, Litauen, Niederlande, Österreich, Rumänien und Schweiz)

## Statistiken
2022 hatte die Kongregation 453 Mitglieder, wovon 85 Brüder in Ausbildung waren.
Der Altersdurchschnitt beträgt ungefähr 50 Jahre.
Die Brüder kommen aus 33 Nationen: Frankreich: 49 %, Afrika: 22 %, Europa (ohne Frankreich): 13 %, Amerika: 11 % und Asien: 5 %.

## Schwestern

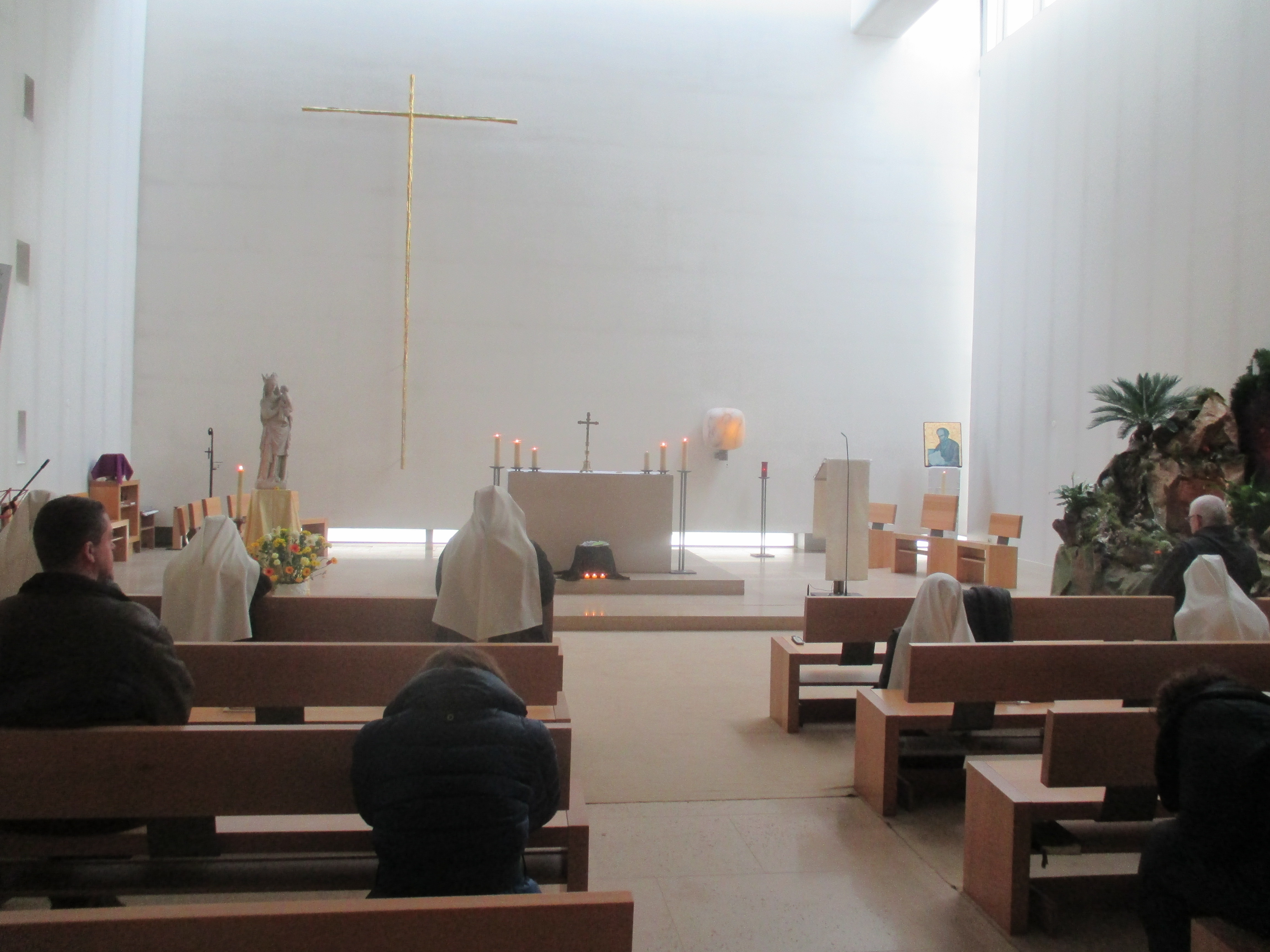
Schwestern in Troussures, Frankreich.

Am 8. Dezember 1982 wurde eine Schwesterngemeinschaft gegründet, die im September 1983 ihre endgültigen rein kontemplativen Regeln erhielt. Sie wurde am 25. Januar 1987 kirchlich anerkannt und erhielt 1994 den Status einer Kongregation diözesanen Rechts.
Da einige Schwestern ein apostolisches Leben führen wollten, wurde am 8. September 1984 in Rimont ein neuer Zweig des Schwesternordens gegründet, welcher am 7. Oktober 1993 den Status einer Kongregation diözesanen Rechts erhielt.
Die Schwestern beider Zweige tragen einen grauen Habit mit ebensolchem Skapulier. Die apostolischen Schwestern tragen zudem einen grauen Schleier, die Kontemplativen einen weißen.
- Kontemplative Schwestern (6 Niederlassungen in Frankreich, USA, Kamerun, Litauen[8][9]). Zwischen 2009 und 2014 wurde der Ordensszweig durch schwere Konflikte erschüttert[10], die sich an der Absetzung von Generalpriorin Alix Parmentier am 7. Juni 2009 durch den Erzbistum Lyon, Kardinal Philippe Barbarin, entzündeten. Ein Teil der Schwestern verließ den Orden, viele der zuvor 32 Niederlassungen wurden aufgelassen. Ein Teil der ausgetretenen Schwestern gründete 2014 mit Erlaubnis des Vatikans die Gemeinschaft Schwestern von Maria Stella Matutina.

- Apostolische Schwestern (17 Niederlassungen in Frankreich, Deutschland (Velburg, Haus Betanien[11]), Guinea, Kamerun, Litauen, Mexiko, Philippinen, Togo und USA)

Brüder und Schwestern bilden zusammen mit den regulierten Oblaten die „Familie vom heiligen Johannes“.

## Missbrauch
siehe auch Missbrauchsvorwürfe gegen Gründer Marie-Dominique Philippe
Der französische Sektenschutzbund (UNADFI) machte bereits seit den 90er Jahren auf den übertriebenen Personenkult um Pater Philippe und sektenähnliche Strukturen der Johannesgemeinschaft aufmerksam. Die verlangte Isolation junger Ordensleute von der Familie führe zu geistlichen, emotionalen und sexuellen Übergriffen im Orden. Die Folgen seien Einsamkeit, Krankheiten wie Depressionen und Suizide.
Papst Benedikt XVI. ermahnte die Gemeinschaft vom heiligen Johannes zu Beginn des Jahres 2006 zu mehr Sorgfalt bei der Aufnahme neuer Mitglieder. Das französische Medienunternehmen Médiapart publizierte 2016 aus einem Schreiben des Vatikans, dass die Ordensgemeinschaft zu nachsichtig sei im Umgang mit Skandalen, und sich dadurch verdächtig mache.
Ein Bruder der Johannesgemeinschaft wurde im Jahr 2015 zu acht Jahren Haft wegen Vergewaltigung und Missbrauch verurteilt. Im April 2016 begann ein weiterer Prozess gegen einen anderen Bruder, der ausgeschlossen wurde. Ihm wurde vorgeworfen, dass er zwei Personen, darunter ein Kind, sexuell missbraucht habe. Er war in einem Kloster in der Elfenbeinküste tätig, wo er mit Kindern im Kontakt gewesen war. Die Johannesgemeinschaft hatte ihn wahrscheinlich wegen Verdächtigungen nach Frankreich zurückgeholt, trotzdem wurde er weiter unter Jugendlichen eingesetzt. Die Leitung schaute damals weg und der zuständige Bischof reagierte trotz Akteneinsicht nicht.
François-Xavier, der Generalobere der Gemeinschaft vom heiligen Johannes, sprach bei einem ersten Generalkapitel 2019 davon, dass „ganz klar die abnormen Seiten unseres Gründers“ zu bekennen seien. Auf dem zweiten Generalkapitel 2019 beschlossen die Brüder vom Heiligen Johannes „sich in aller Deutlichkeit von ihrem Gründer“ zu distanzieren. 2022 wurde auch von der „Lebensregel“ Abstand genommen und ein Text angenommen, der das Charisma der Kongregation unabhängig vom Gründer darlegt.
Im Juni 2023 wurde ein ausführlicher historischer, theologischer und psycholigisch-systemischer Bericht über den Missbrauch in der Kongregation veröffentlicht. Darin wurde festgehalten, dass die einflussreiche Familie Philippe mit Onkel Thomas Dehau, Bruder Thomas, Marie-Dominique, Schwester Cécile Philippe und weiteren Personen ein heimliches Netzwerk des Missbrauchs gebildet hatte. Seit 1975 waren 72 Brüder der Johannes-Gemeinschaft Täter und mindestens 167 Menschen, zumeist Frauen, manipuliert und missbraucht worden. Die Missbräuche fanden in der Regel im Rahmen einer geistlichen Begleitung statt, wo ein Machtgefälle zwischen Begleiter und der begleitenden Person herrscht. Zudem wurden geistlich bekannte Begriffe wie Freundschaft, Barmherzigkeit und Vereinigung mit Gott von Begleitern umgedeutet und sollten die Übergriffe rechtfertigen helfen. Die Frauen wurden jedoch entwürdigt und einer echten Beziehung zu Gott beraubt.

## Trivia
Von 2004 bis 2010 lebte der Musiker Paddy Kelly, als Novize der Gemeinschaft, in einem Kloster in Frankreich und studierte dort Philosophie und Theologie. Im November 2010 trat er aus der Ordensgemeinschaft aus, um sich wieder seiner Musik zu widmen.